# Simon-Jude Honnorat
Simon-Jude Honnorat (Allos, 3 aprile 1783 – Digne-les-Bains, 31 luglio 1852) è stato uno storico, linguista, naturalista e medico francese.
Si è interessato alla storia della Provenza e ai suoi vari dialetti. Viene considerato uno dei fondatori della ricerca scientifica sulla lingua d'oc.

## Biografia
Il suo epitaffio riassume tutta la sua vita :
"CI-GÎT :
SIMON-JUDE HONNORAT
Dottore in Medicina
Nato ad ALLOS il 3 aprile 1783
Studioso modesto
Amico dei poveri
Morto a Digne il 31 luglio 1852
Lasciando in eredità
al suo paese
un monumento della sua lingua
agli sfortunati
il ricordo dei suoi benefici
ai suoi figli
l'esempio delle sue virtù
accanto a lui
riposano le ceneri
di
Rose-Marie-Véronique GARIEL
sua caritatevole sposa"

## Pubblicazioni

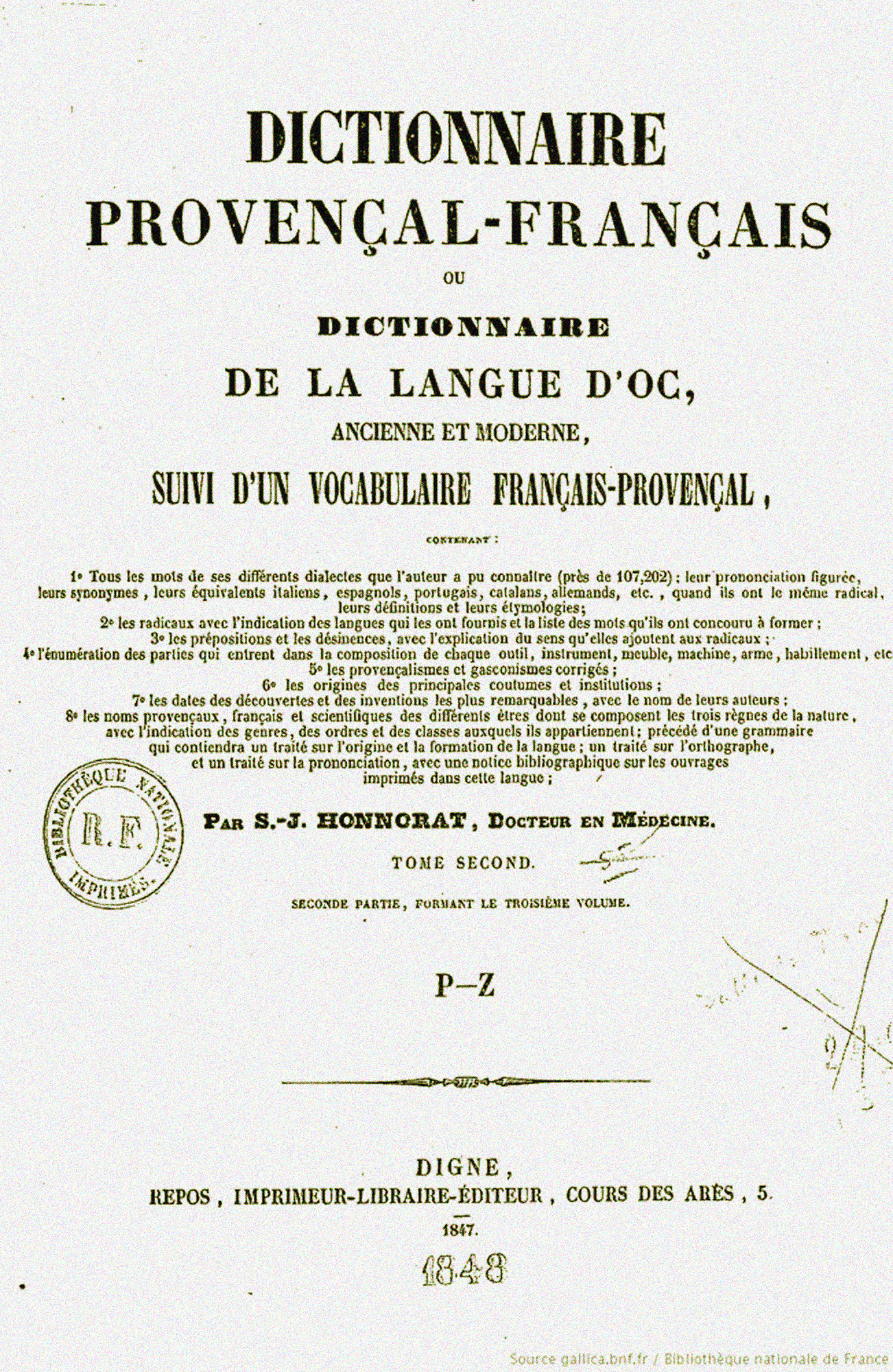
Dictionnaire Provencal-Français

- Dictionnaire Provencal-FrançaisLa sua opera più famosa è il "Dizionario Provenzale-Francese o dizionario della lingua d'Oc antica e moderna" (Dictionnaire Provencal-Français ou dictionnaire de la langue d'Oc ancienne et moderne), (Repos éditeur, Digne, 1846-1847).
- "Catalogo delle piante della Provenza" (Catalogue des plantes de Provence); non è mai stato pubblicato se non in parte negli "Annali delle Scienze e dell'Industria della Francia Meridionale" (Annales des Sciences et de l'Industrie du Midi de la France). La maggior parte di questo catalogo è rimasta allo stato di manoscritto (N° 1149 della Biblioteca di Grenoble)
- La sua tesi : "La Storia naturale, chimica e medicale delle Cantaridi" (L'Histoire naturelle, chimique et médicale des Cantharides), Parigi, 1807
- "Trattato di conoscenze chimiche applicate ai fenomeni della natura" (Traité des connaissances chimiques appliquées aux phénomènes de la nature) che gli valse, il 30 fruttidoro XI anno della Repubblica una e indivisibile (1802), il primo premio di chimica, conferitogli dal prefetto dell'Isère, "in merito ai suoi successi e alla sua assiduità".